# Sothöna
Sothöna (Fulica atra) är en vattenlevande fågel som tillhör familjen rallar. Den har en rund kroppsform, skiffersvart fjäderdräkt och vitaktig näbb med en fjäderlös pannsköld, och nickar med huvudet när den simmar. Arten, som ofta delas upp i fyra underarter, häckar i Nordafrika, Europa och stora delar av Centralasien till Japan och söderut till Australien och Nya Zeeland. Delar av populationen är stannfåglar medan de som häckar i kallare områden flyttar söderut om vintern. 

## Utseende

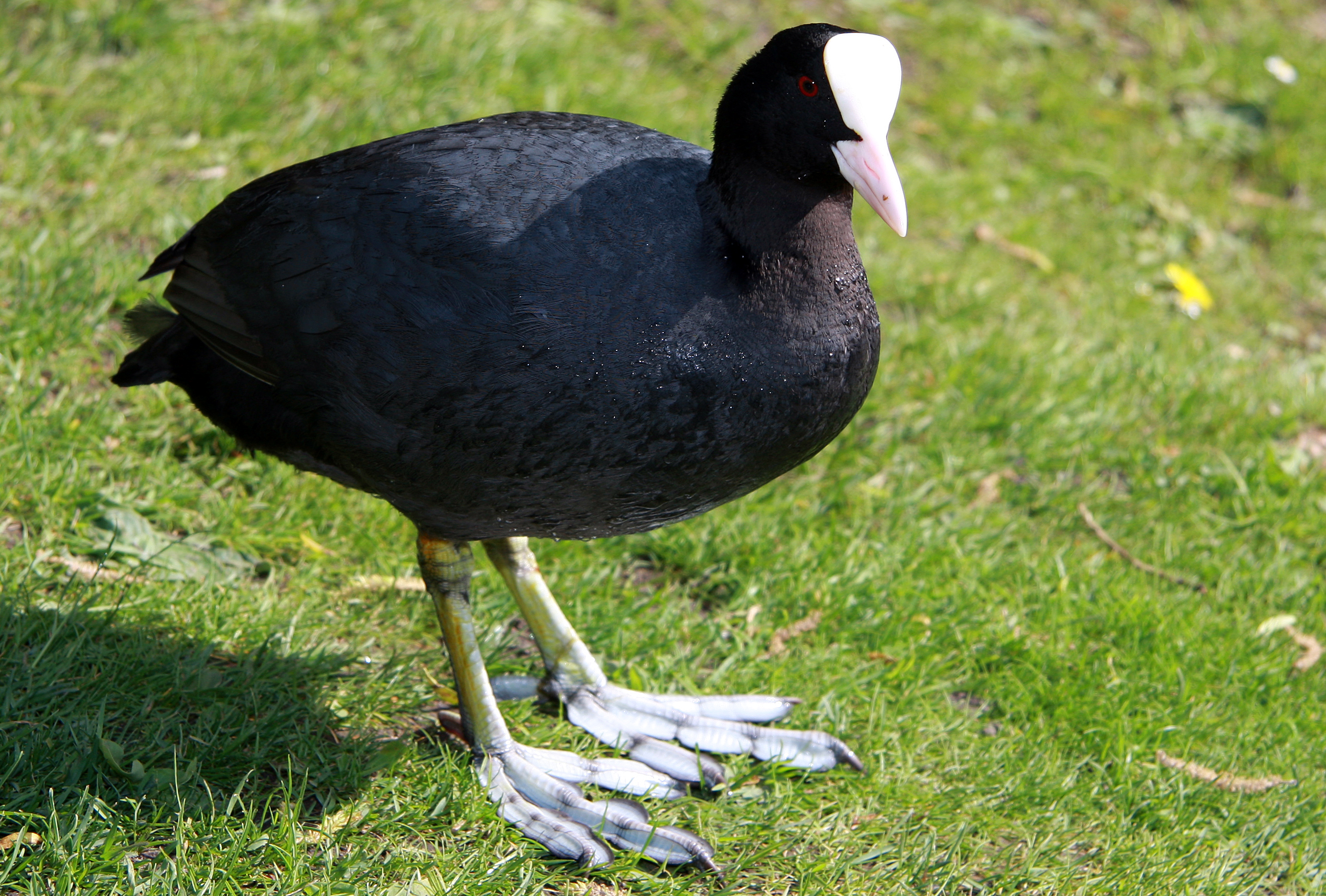
Adult hane.

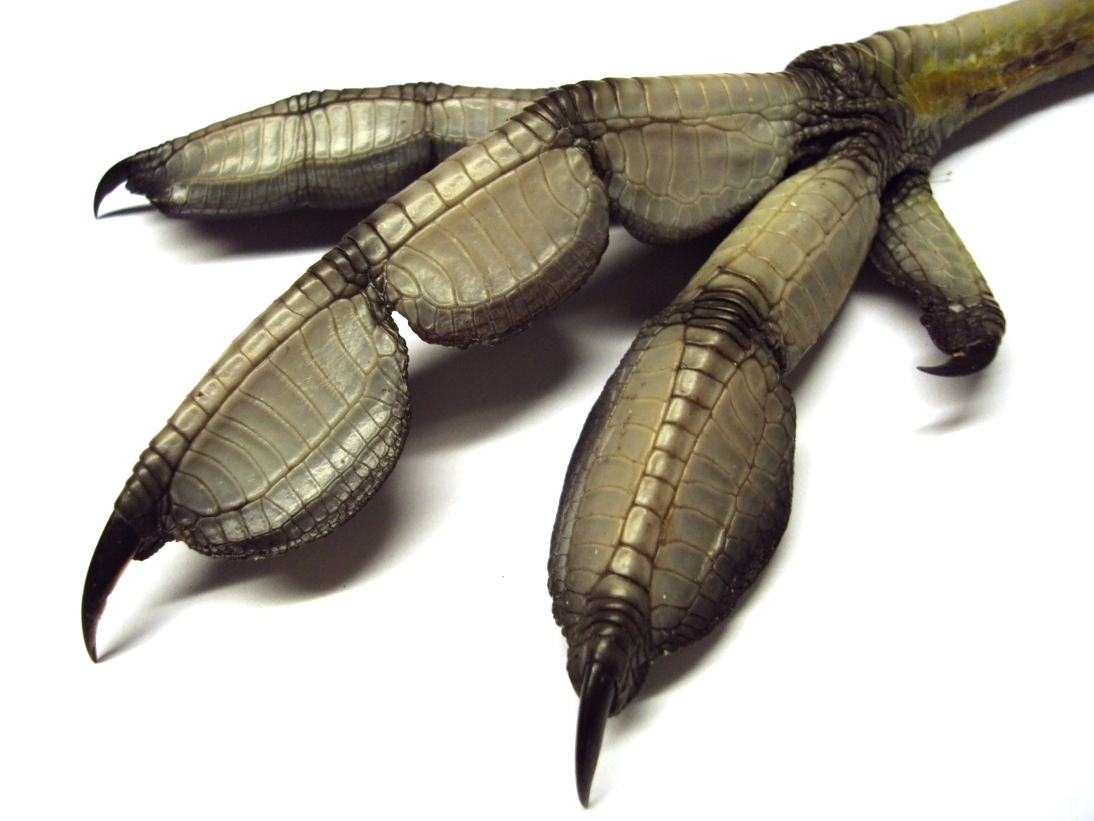
En sothönas fot, med simflikar.

Den adulta sothönan har en avrundad kroppsform med ett litet runt huvud. Stjärten är kort, med mjuka fjädrar. Som adult mäter den 36–42 centimeter lång, och hanen är något större än honan. Den har ett vingspann på 70–80 centimeter och hanar väger mellan 750 och 900 gram, honor är cirka 100 gram lättare.
Den adulta sothönan är skiffersvart med vitaktiga bakre kant på vingarna. Den korta och tjocka näbben är vitaktig med en rosa ton, och den har en näbbrygg som sträcker sig upp på pannan och där utvidgar sig till en naken, kullrig plåt. Hanen har större pannplåt än honan. Iris är röd. Benen är kraftiga och gröna. 
Arten har inte simhud mellan de smala tårna utan istället har den, precis som doppingarna, simflikar. Juvenilen är gråbruna med ljusare huvudsida och bröst, saknar näbbplåt och har mörk iris. I första årets vinterdräkt är näbbplåten mindre än hos den adulta och den har en mörk fläck precis innanför den vita näbbspetsen. Dunungarna har rött huvud med ett litet blått parti ovanför ögat.

## Läten
Sothönan är en ljudlig fågel med stor lätesrepertoar, med spruckna "köck", explosiva och spetsiga "pitts!". Under vårnätter hörs trumpetande "pä pä-äu", ofta från kringflygande fåglar. Tigglätet från ungarna är ett ömkligt "yh-lif".

## Utbredning och taxonomi
Sothönans utbredning sträcker sig över västra Nordafrika, Europa och stora delar av Centralasien till Japan och söderut till Australien och Nya Zeeland. Delar av världspopulationen, främst i de kallare delarna av utbredningsområdet, är flyttfåglar, medan exempelvis populationen i Storbritannien, Västeuropa och Nordafrika är stannfåglar. Den förekommer även så långt norrut som utmed norska kusten under vintern. Den är härdig och återvänder tidigt till sina häckningslokaler. Populationen på Java är utdöd.

### Underarter
Sothönan delas ofta upp i fyra underarter med följande utbredning:
- vanlig sothöna[9] Fulica atra atra – nominatformen dominerar merparten av utbredningsområdet och förekommer i hela den palearktiska regionen. Vintertid förekommer denna underart även på platser i Afrika – så långt söderut som i Sudan och Etiopien – samt i Indonesien och Filippinerna.
- Fulica atra lugubris (S. Müller, 1847) – förekommer på nordvästra Nya Guinea. Även den utdöda populationen på Java tillhörde denna underart.
- Fulica atra novaeguineae (Rand, 1940) – förekommer i centrala Nya Guinea.
- Fulica atra australis (Gould, 1845) – förekommer i Australien, Tasmanien, Nya Zeeland och Buruön.

### Utbredning i Sverige
I Sverige är den vanlig i vegetationsrika sjöar och havsvikar i Götaland och Svealand samt längs södra Norrlandskusten. Merparten av den svenska populationen är flyttfåglar, men drar sig då ofta bara undan isen och övervintrar längre söderut i hamnar, medan andra flyttar till Västeuropa.

## Ekologi

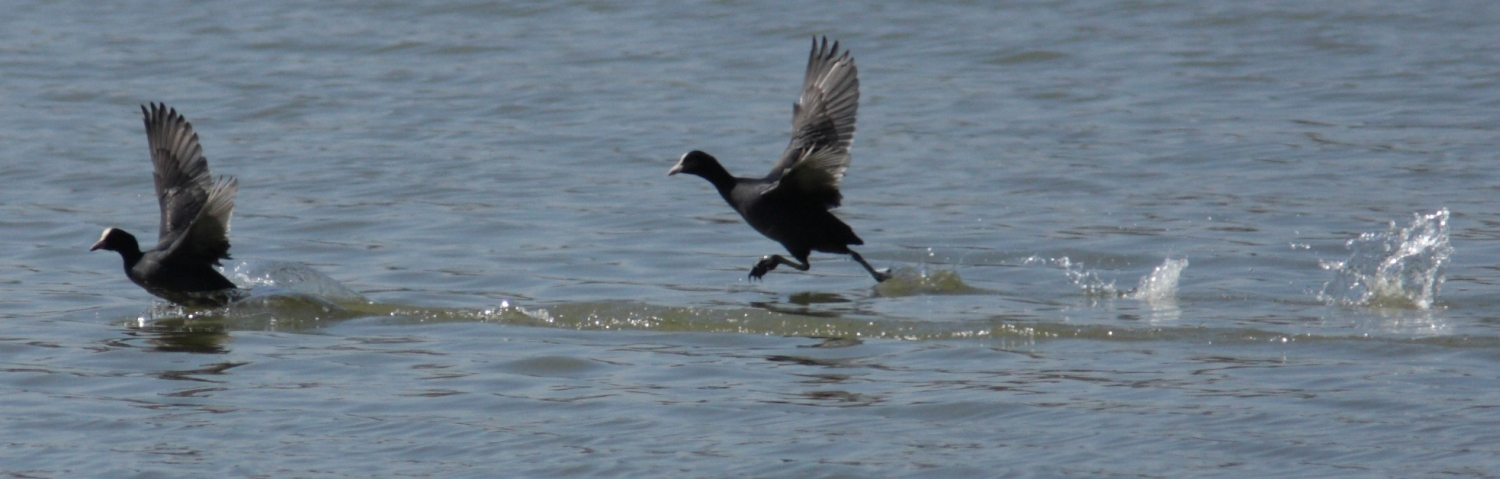
Sothönan lyfter ansträngt ifrån vattnet genom att springa på vattenytan och samtidigt slå med vingarna.

Sothönan simmar och dyker utmärkt. Den gör ett litet hopp precis innan den dyker och stannar i regel endast korta perioder under ytan. Den nickar med huvudet när den simmar vilket ger den ett knyckigt intryck, men detta kan upphöra när den rör sig snabbare. När den ska lyfta från vattnet måste den springa med trippande steg på vattenytan, samtidigt som den slår med vingarna, för att få upp farten för att kunna flyga. På land liknar sothönans rörelser delvis tamhönans.  

### Häckning och biotop

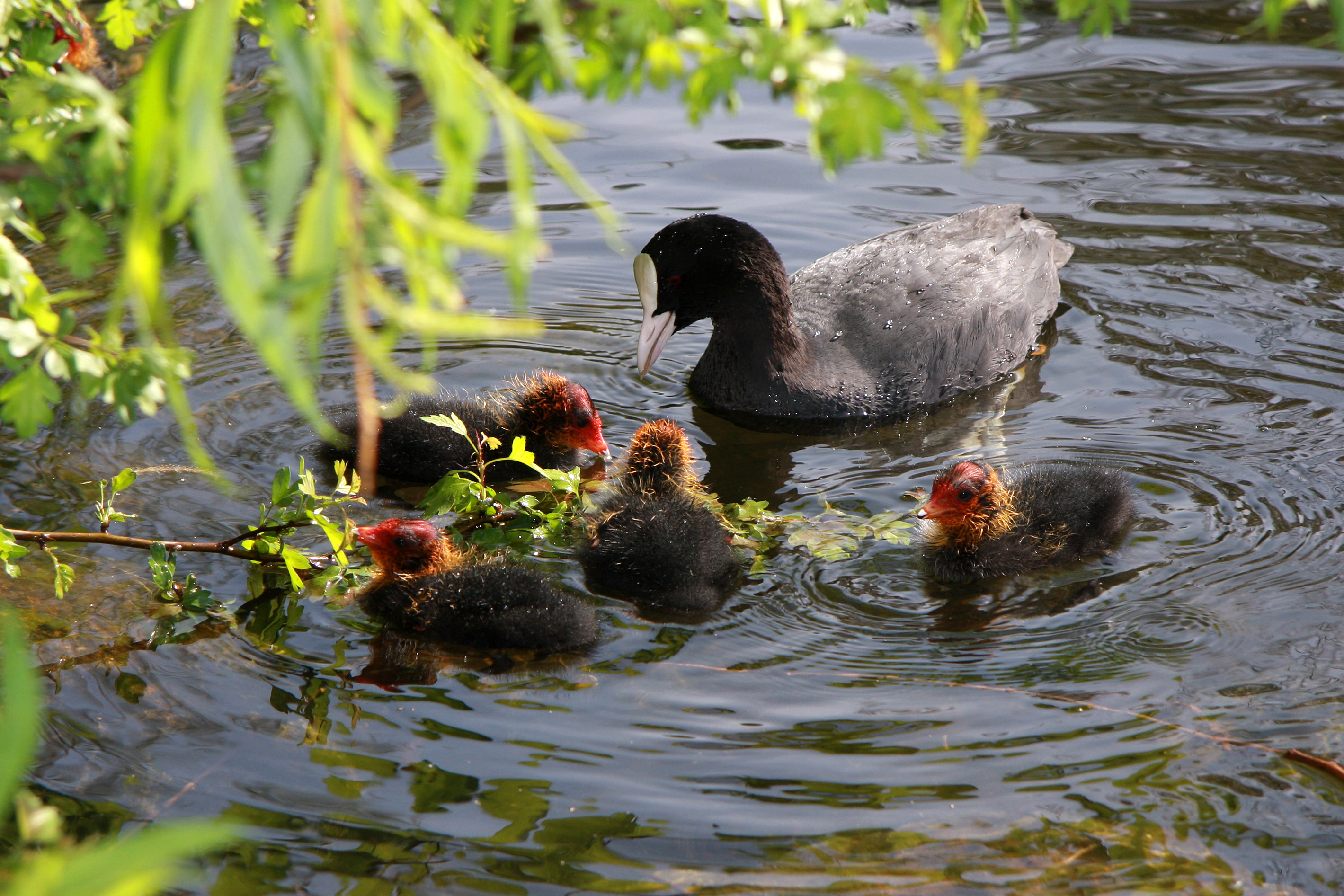
Sothöna med dunungar.

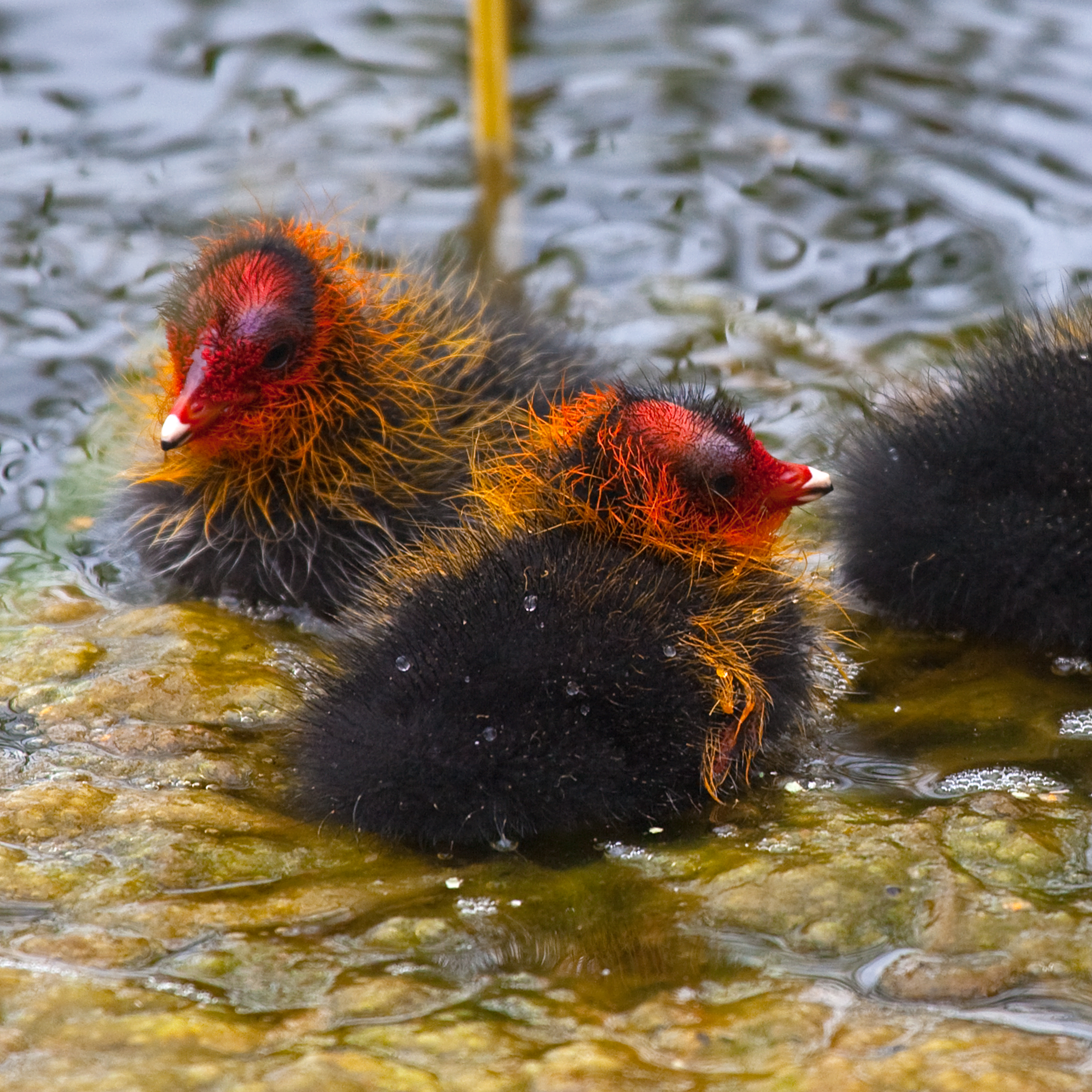
Dunungar

Dess häckningsbiotop utgörs av grunda dammar, sjöar, våtmarker, långsamt flytande vattendrag och utmed kusten där det finns mycket vattenväxter och vassbälten.
På våren hävdar hanarna revir och aggressiva strider kan uppstår mellan hanar. Det flytande plattformsliknande boet består av fjolårsvass och placeras i vasskanten, ofta ganska synligt. Reviret försvaras intensivt. Honan lägger i genomsnitt sex till tio ägg, men kullar med ett till 13 har observerats, som ruvas av båda föräldrarna i 21–24 dagar. De förekommer att den lägger en andra kull om första misslyckas. Efter kläckningen tas ungarna om hand av båda föräldrarna och matas med insekter under cirka tio dagar. Ganska snart delas kullen upp mellan föräldrarna som då bara tar hand om "sina" ungar. Ungarna kan börja dyka efter tre till fem dagar, blir självständiga efter cirka en månad och kan flyga efter 55–60 dagar.

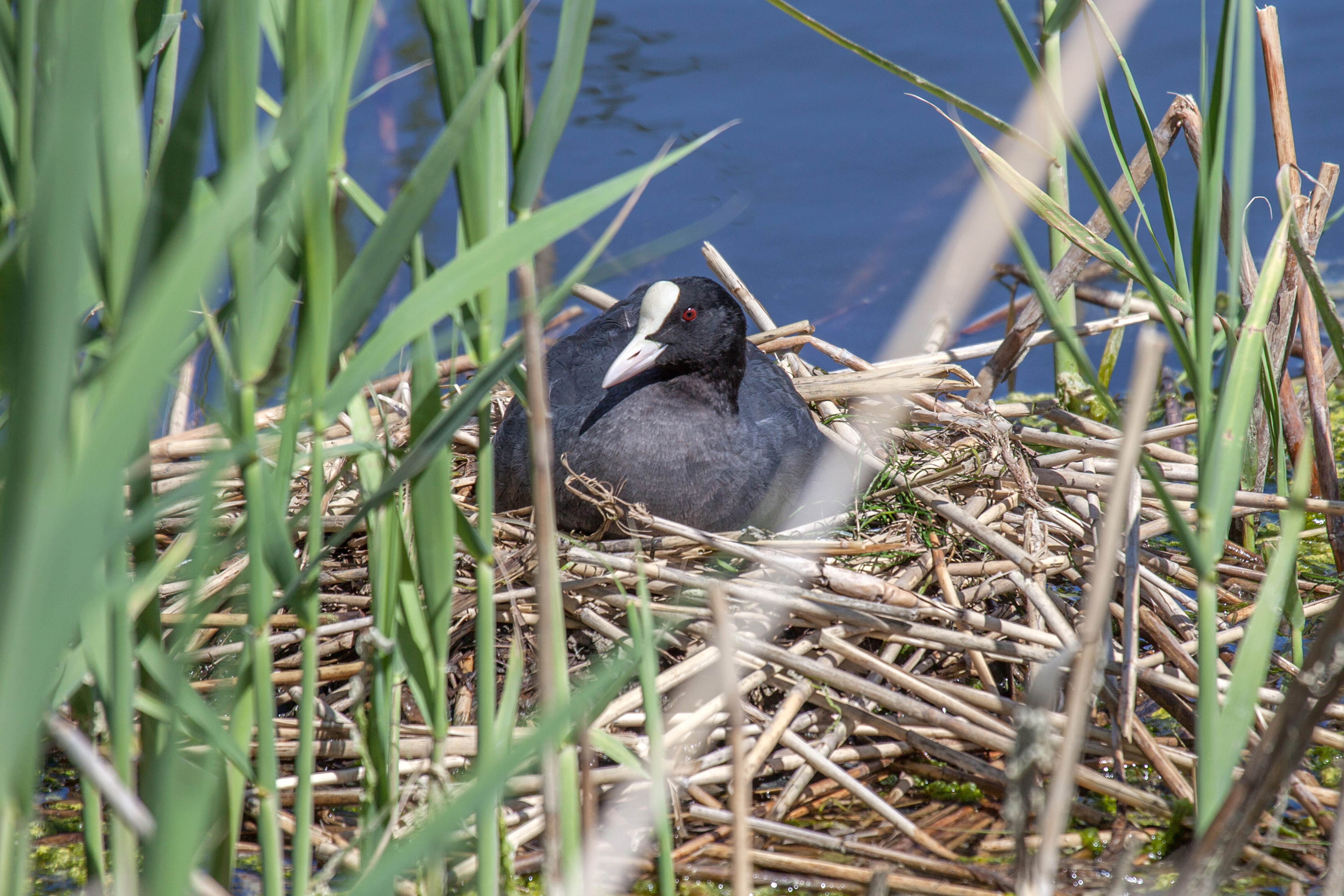
Sothöna i bo.

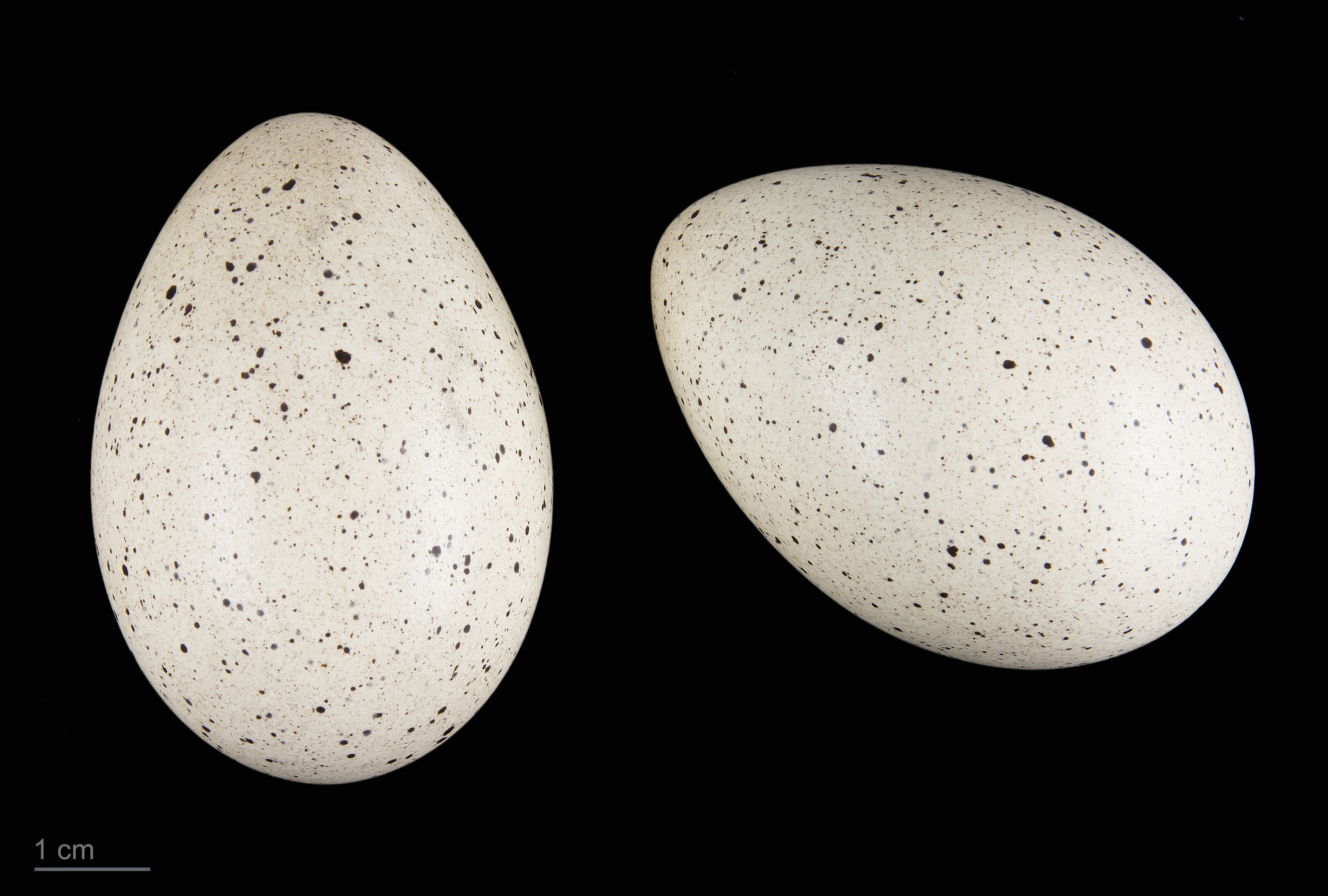
Ägg från sothönan.

### Föda
Den livnär sig både av växtdelar, som vattenväxter och alger när den dyker, gräs och liknande på land, samt smådjur som exempelvis insekter och musslor. Den söker föda såväl i som under vattnet, samt i strandområdet och, mer sällan, på land.

## Sothönan och människan

### Status och hot
Den globala populationen är mycket stor, uppskattad till 8,9–9,8 miljoner individer, och den har ett mycket stort utbredningsområde som uppskattas till 22,3 miljoner kvadratkilometer. Trots att populationstrenden är negativ så bedöms den inte som hotad utan kategoriseras av IUCN som livskraftig (LC). I Sverige är den vida spridd och det finns inga tecken på några större populationsförändringar. Även där kategoriseras den som livskraftig av Artdatabanken.

### Namn
Sothöna har förr även kallats vattenhöna och på Gotland ska den ha kallats ryskt höns.